# Hermandad de Santa Marta (Sevilla)
La Hermandad de Santa Marta es una cofradía católica que participa en la Semana Santa de Sevilla, Andalucía, España.
Su nombre completo es Real, Muy Ilustre y Venerable Hermandad del Santísimo Sacramento, Inmaculada Concepción, Ánimas Benditas y Cofradía de Nazarenos del Santísimo Cristo de la Caridad en su traslado al Sepulcro, Nuestra Señora de las Penas y Santa Marta.

## Sede
La sede de la hermandad se encuentra en la iglesia de San Andrés, ubicada en la plaza del mismo nombre de la ciudad de Sevilla. Durante la década de los 90 estuvo cerrada al culto, debido a un proceso de restauración, y durante estos años la Hermandad estuvo realizando su estación de penitencia desde la cercana iglesia de San Martín.

## Historia
La Hermandad de Santa Marta es el resultado de la fusión en 1982 de dos hermandades anteriores: la sacramental de la parroquia de San Andrés, fundada en 1514, y la Cofradía de Santa Marta, fundada en 1946 en la parroquia de San Bartolomé.
En un principio, la hermandad de Santa Marta estaba dedicada exclusivamente al culto de su titular como patrona del gremio de la hostelería. En 1948 se transformó en hermandad de penitencia con el título del Traslado al Sepulcro, trasladándose en 1952 a San Andrés, y efectuando su primera estación de penitencia a la catedral de Sevilla el Lunes Santo, 30 de marzo de 1953. 
La fusión de las dos hermandades se efectuó por decreto del secretario diocesano de Hermandades y Cofradías de 30 de marzo de 1982. 
Después de pasar más de una década en la iglesia de San Martín por obras en su iglesia San Andrés, volvió a su sede original en el año 2001.
El Lunes Santo de 2015 el rey Felipe VI asistió a la salida de la Hermandad de Santa Marta desde el interior de su iglesia.

## Paso de misterio
Se representa a Jesús siendo trasladado al sepulcro por José de Arimatea y Nicodemo (los Santos Varones). A ambos lados están arrodilladas una de las Santas Mujeres y María Magdalena. Al final de la comitiva va Santa Marta portando los clavos, una Santa Mujer con la corona de espinas, la Virgen María y el apóstol San Juan.
La Virgen fechada en 1958 y Santa Marta realizada en 1950 son obras de Sebastián Santos Rojas. El resto de las figuras del paso, incluido el Cristo, fueron realizadas en 1953 por Luis Ortega Bru.
El paso es neobarroco, dorado, e iluminado por faroles plateados sostenidos por ángeles. La Virgen luce una diadema de plata dorada hecha en 1959 y viste manto de terciopelo azul liso. Está adornado con cartelas sobre la vida de Santa Marta.

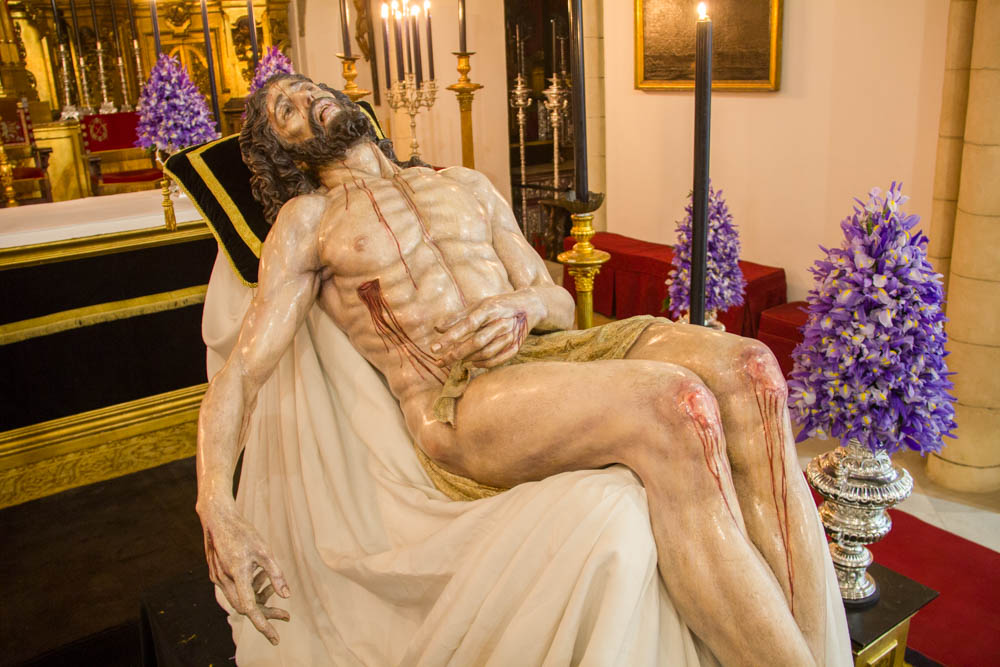
Santísimo Cristo de la Caridad
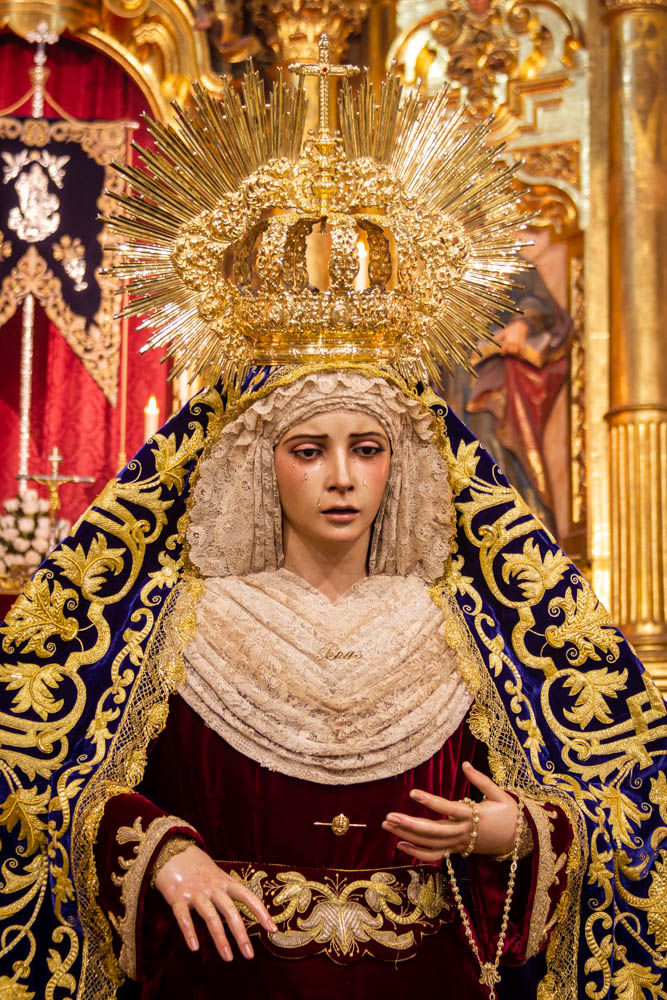
Nuestra Señora de las Penas
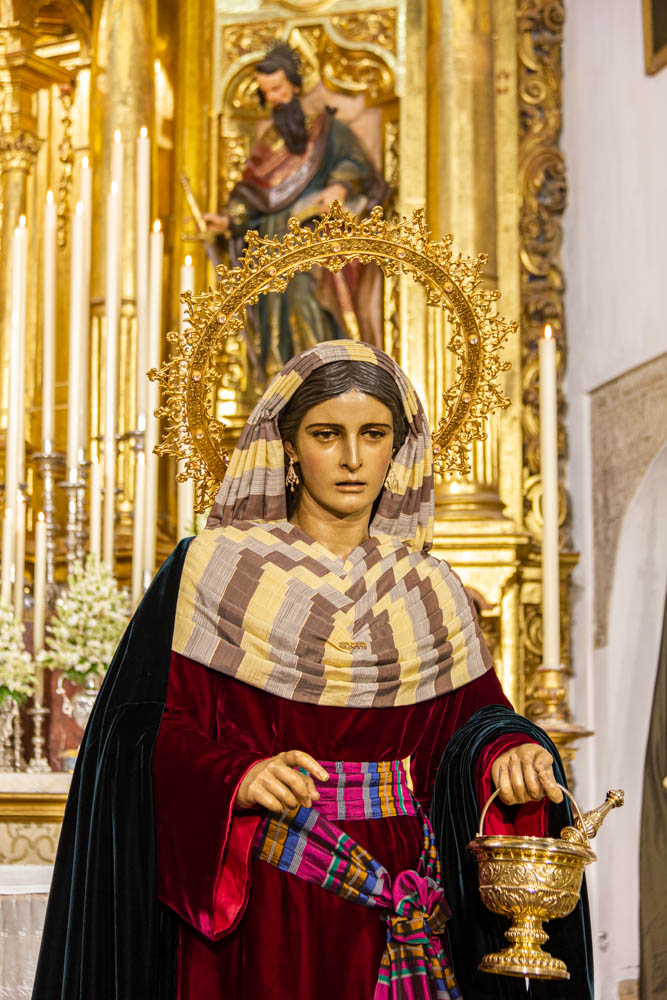
Santa Marta
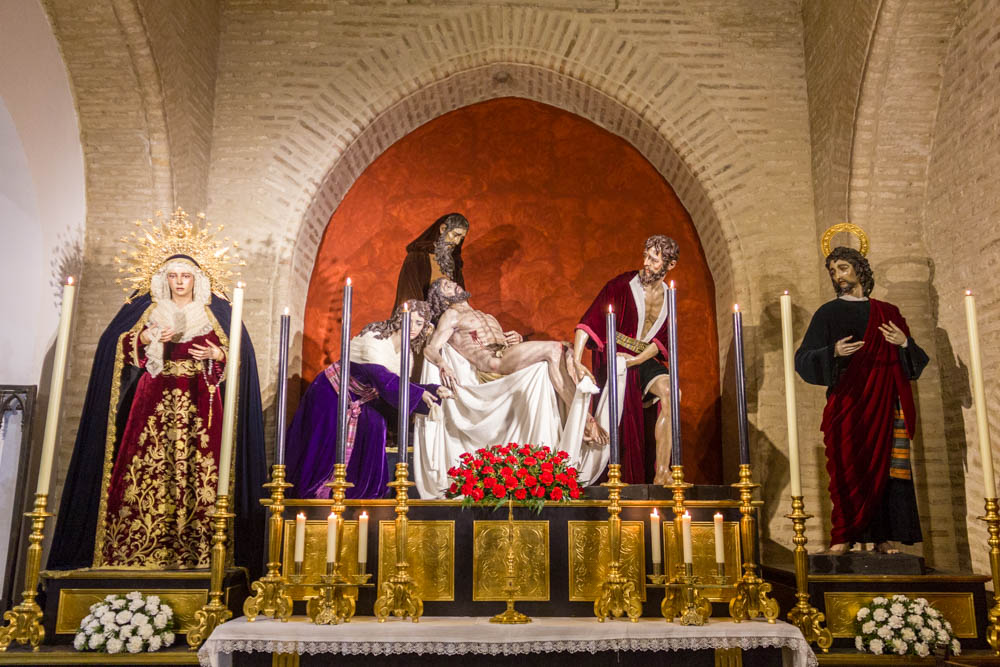
Capilla de la Hermandad en la Parroquia de San Andrés
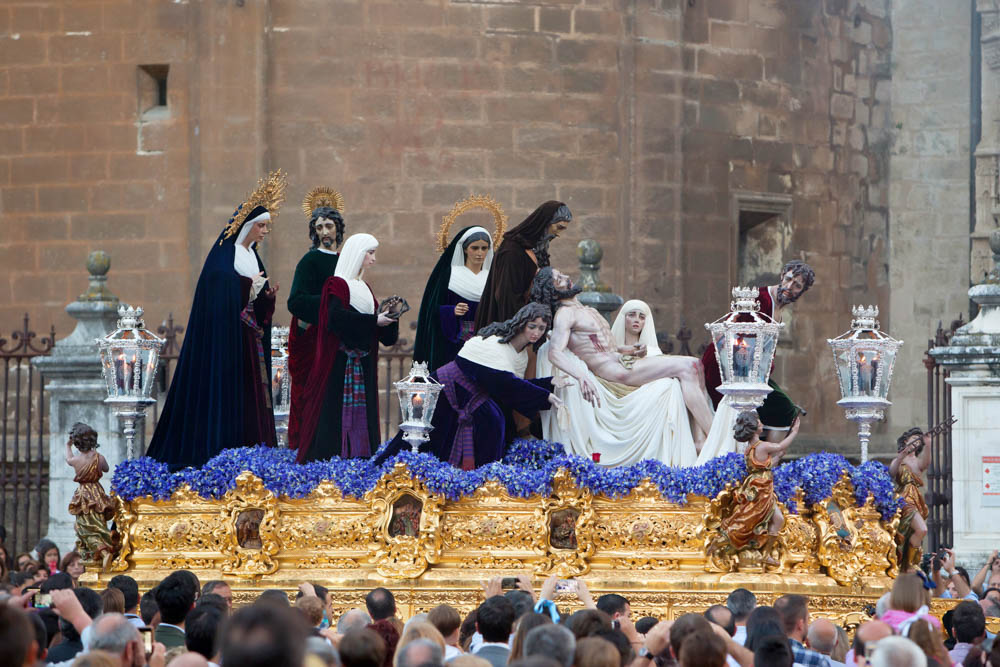
Paso de Misterio
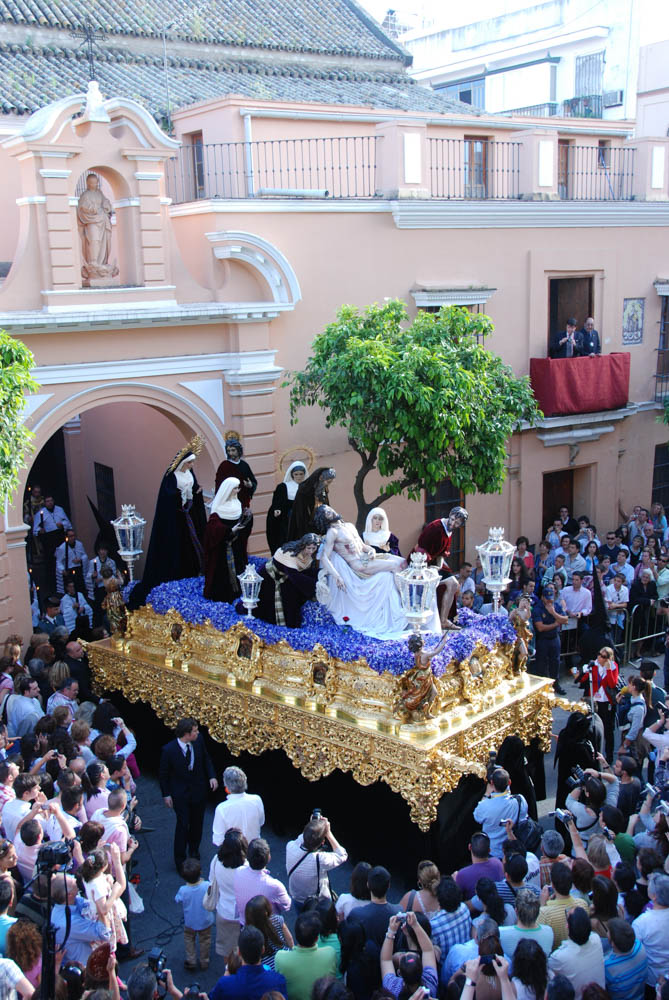
Salida del paso desde la Parroquia de San Andrés
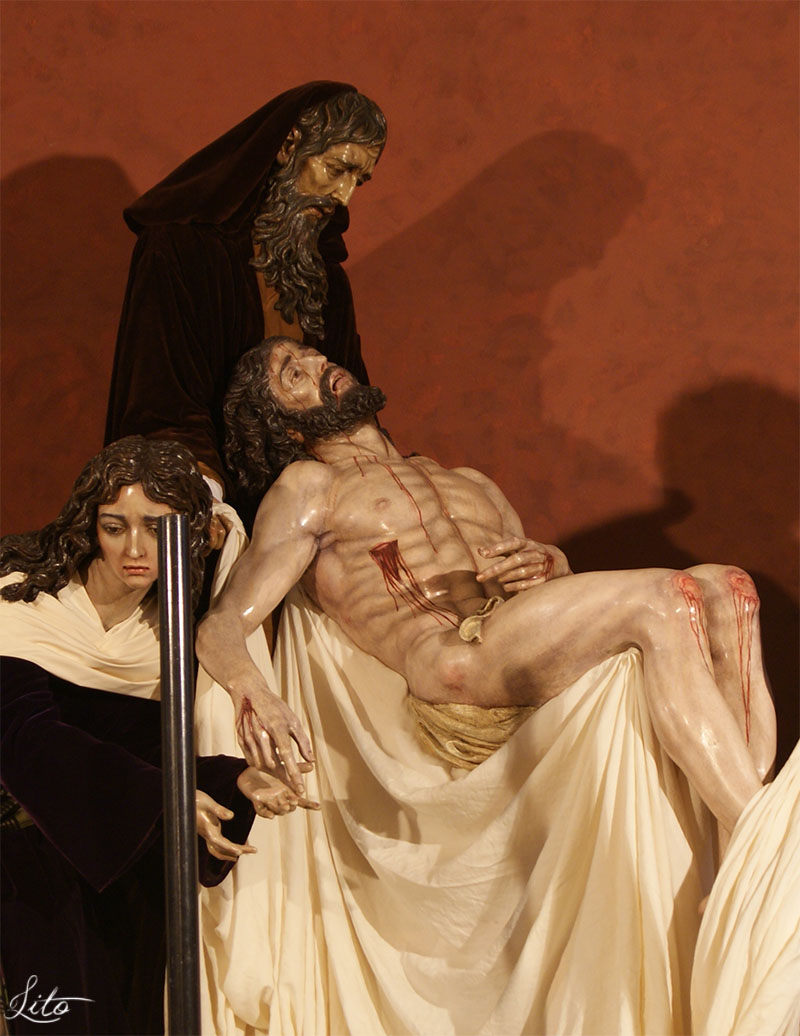
Jesús de la Caridad.

## Paso por la carrera oficial
| Predecesor: Santa Genoveva | Orden de entrada en la carrera oficial (Lunes Santo) 4º lugar | Sucesor: San Gonzalo |